# Sălciile
Sălciile es una comuna ubicada en el distrito de Prahova, Rumania.

## Superficie
Posee una superficie de 39,80 kilómetros cuadrados.

## Demografía
Hasta 2021 la población era de 1657 habitantes, con una densidad de población de 41,63 habitantes por kilómetro cuadrado.